# Rivière Camie
Pour les articles homonymes, voir Camie.
La rivière Camie est un affluent de la rive nord-ouest de la rivière Témiscamie, coulant dans la municipalité de Eeyou Istchee Baie-James, dans la région administrative du Nord-du-Québec, au Québec, au Canada.
Ce cours d'eau coule entièrement dans la réserve faunique des Lacs-Albanel-Mistassini-et-Waconichi.
La vallée de la rivière Camie est desservie indirectement par la route 167 venant de Chibougamau qui passe à environ 19 km à l'ouest du plan d'eau de tête de la rivière Camie. Cette route parcourt la vallée de la rivière Takwa  pour remonter vers le nord.
La surface de la rivière Camie est habituellement gelée de la fin octobre au début mai, toutefois la circulation sécuritaire sur la glace se fait généralement de la mi-novembre à la fin d'avril.

## Géographie
Les bassins versants voisins de la rivière Camie sont :
- côté nord : rivière Tichégami, lac Tichégami, rivière Eastmain ;
- côté est : rivière Témiscamie, lac Indicateur, lac L'Épinay, lac Coudé ;
- côté sud : rivière Témiscamie, lac Béthoulat, petit lac Témiscamie ;
- côté ouest : rivière Témis, rivière Takwa, rivière Toco[2].

La rivière Camie prend sa source d'un petit lac sauvage (longueur : 0,8 km ; altitude : 737 m) situé dans la Réserve faunique des Lacs-Albanel-Mistassini-et-Waconichi, à 41,3 km au nord-ouest de la limite de la région administrative du Saguenay-Lac-Saint-Jean (MRC de Maria-Chapdelaine). Ce lac de tête fait partie dans un ensemble de lacs à la limite de la ligne de partage des eaux, drainé par la rivière Tichégami (côté Nord-Ouest), rivière Toco (côté Sud), rivière Pépeshquasati (côté Ouest), la rivière Camie (côté Sud) et la rivière Témiscamie (côté Est).
La source de la rivière Camie est situé à :
- 8,3 m à l'ouest du cours de la rivière Témiscamie ;
- 7,8 m au nord-est du lac Tichégami ;
- 8,1 m au sud du lac Laparre ;
- 57,7 km au nord de l'embouchure de la rivière Camie (confluence avec la rivière Témiscamie) ;
- 104,8 km au nord du lac Albanel (anse La Galissonnière) ;
- 143,8 km au nord-est de l'embouchure de la rivière Témiscamie (confluence avec le lac Albanel) ;
- 163,4 km au nord-est de l'embouchure du lac Mistassini (tête de la rivière Rupert) ;
- 227,7 km au nord-est du centre du village de Mistissini (municipalité de village cri)[2].

À partir du lac de tête (lac non identifié), le courant de la rivière Camie coule sur 77,9 km généralement vers le sud plus ou moins en parallèle du côté Ouest au cours de la rivière Témiscamie, entièrement en zone forestière, selon les segments suivants :
Cours supérieur de la rivière Camie (segment de 35,9 km)
- 8,1 km vers le Sud, en traversant plusieurs petits lacs dont un lac non identifié (longueur : 1,9 km ; altitude : 732 m), jusqu'à son embouchure ;
- 15,5 km vers le sud en traversant un ensemble de lacs sauvage dont un lac non identifié (longueur : 1,5 km ; altitude : 626 m) en fin de segment, jusqu'à son embouchure ;
- 7,4 km vers le sud en traversant plusieurs petits plans d'eau, jusqu'à un ruisseau (venant du nord) et drainant un ensemble de lacs au nord de la tête de la rivière Témis ;
- 4,9 km vers le Sud, jusqu'à la décharge (venant du nord-est) de lacs non identifiés lesquels sont situés au sud-ouest du lac Indicateur.

Cours inférieur de la rivière Camie (segment de 42,0 km)
- 25,4 km vers le Sud, plus ou moins en parallèle du côté Ouest du cours de la rivière Témiscamie, jusqu'à la décharge (venant du nord-est) de lacs non identifiés ;
- 11,2 km vers le sud-ouest en contournant deux îles et en formant un S en fin de segment, jusqu'à la décharge (venant du nord) d'un ensemble de lacs non identifiés ;
- 5,4 km vers le sud-ouest en traversant de nombreux rapides, jusqu'à l'embouchure de la rivière[2].

L'embouchure de la rivière Camie (confluence avec la rivière Témiscamie) est située à :
- 4,2 km au nord-est de l'embouchure de la rivière Témis ;
- 9,2 km au nord-est du lac Béthoulat ;
- 49,7 km au nord-est du lac Albanel ;
- 90,5 km au nord-est de l'embouchure de la rivière Témiscamie (confluence avec le lac Albanel) ;
- 119,4 km au nord-est de l'embouchure du lac Mistassini (entrée de la baie Radisson et début de la rivière Rupert) ;
- 175,4 km au nord-est du centre du village de Mistissini (municipalité de village cri) ;
- 242 km au nord-est du centre-ville de Chibougamau ;
- 460 km au nord-est de la confluence de la rivière Rupert et de la baie de Rupert[2].

La rivière Camie se déverse sur la rive nord-ouest de la rivière Témiscamie. De là, le courant coule vers le sud-ouest sur 123,5 km en suivant le cours de la rivière Témiscamie jusqu'à son embouchure. La rivière Témiscamie se déverse au fond de la baie de la Témiscamie située au milieu de la rive sud-est du lac Albanel ; cette baie est bordée à l'ouest par la presqu'île de Chébamonkoue.
À partir de l'embouchure de la rivière Témiscamie, le courant coule vers le nord en traversant le lac Albanel, puis traverse la passe entre la péninsule Du Dauphin (côté Nord-Est) et la péninsule du Fort-Dorval (côté Sud-Ouest), jusqu'à la rive est du lac Mistassini. De là, le courant traverse vers l'ouest le lac Mistassini sur 47,6 km, jusqu'à son embouchure. Finalement, le courant emprunte le cours de la rivière Rupert (via la baie Radisson), jusqu'à la baie de Rupert.

## Toponymie
Dans ce secteur, trois toponymes de rivières ont des éléments toponymiques apparentés : rivière Témis, rivière Camie et rivière Témiscamie. D'origine algonquine, l'appellation "Témiscamie" provient des mots "tim" signifiant "profond" et "kami" significant "eau".
Le toponyme « rivière Camie » a été officialisé le 5 décembre 1968 à la Banque des noms de lieux de la Commission de toponymie du Québec, soit à la création de cette commission.